# Campeonato NORCECA de Voleibol Masculino de 2019
El XXVI Campeonato NORCECA de Voleibol Masculino se celebró en la ciudad de Winnipeg, Canadá del 2 al 7 de septiembre de 2019.

## Equipos participantes
| Grupo A     | Grupo B              |
| ----------- | -------------------- |
| Canadá      | Cuba                 |
| México      | República Dominicana |
| Puerto Rico | Guatemala            |
| Surinam     | Estados Unidos       |

## Procedimiento de desempate
1. Número de partidos ganados
2. Puntos de partido
3. Proporción de puntos
4. Proporción de sets
5. Resultado del último partido entre los equipos empatados

- Partido ganado 3–0: 5 puntos de partido para el ganador, 0 puntos de partido para el perdedor.
- Partido ganado 3–1: 4 puntos de partido para el ganador, 1 punto de partido para el perdedor.
- Partido ganado 3–2: 3 puntos de partido para el ganador , 2 puntos de partido para el perdedor.

## Ronda preliminar
- Del 2 al 4 de septiembre
- Sede:  Duckworth Center
- Todos los horarios corresponden a la hora de Winnipeg, Canadá ( UTC-06:00 )

|  | Calificados para Semifinales      |
|  | Calificados para Cuartos de final |

### Grupo A
|     |             | Partidos | Partidos | Partidos |     | Sets | Sets | Sets  | Puntos | Puntos | Puntos |
| Pos | Equipo      | PJ       | PG       | PP       | Pts | SG   | SP   | Ratio | PG     | PP     | Ratio  |
| --- | ----------- | -------- | -------- | -------- | --- | ---- | ---- | ----- | ------ | ------ | ------ |
| 1.º | Canadá      | 3        | 3        | 0        | 15  | 9    | 0    | MAX   | 225    | 101    | 2.227  |
| 2.º | México      | 3        | 2        | 1        | 10  | 6    | 3    | 2.000 | 195    | 141    | 1.382  |
| 3º  | Puerto Rico | 3        | 1        | 2        | 5   | 3    | 6    | 0.500 | 200    | 153    | 1.307  |
| 4º  | Surinam     | 3        | 0        | 3        | 0   | 0    | 9    | 0.000 | 0      | 225    | 0.000  |

| Fecha           | Hora  | Equipo 1    | Sets  | Equipo 2    | Set 1 | Set 2 | Set 3 | Set 4 | Set 5 | Total |
| --------------- | ----- | ----------- | ----- | ----------- | ----- | ----- | ----- | ----- | ----- | ----- |
| 2 de agosto     | 15:00 | México      | 3 : 0 | Puerto Rico | 28-26 | 25-18 | 25-22 |       |       | 78-66 |
| 2 de septiembre | 20:00 | Canadá      | 3 : 0 | Surinam     | 25-0  | 25-0  | 25-0  |       |       | 75-0  |
| 3 de septiembre | 13:00 | Puerto Rico | 3 : 0 | Surinam     | 25-0  | 25-0  | 25-0  |       |       | 75-0  |
| 3 de septiembre | 20:00 | Canadá      | 3 : 0 | México      | 25-10 | 25-17 | 25-15 |       |       | 75-42 |
| 4 de septiembre | 13:00 | México      | 3 : 0 | Surinam     | 25-0  | 25-0  | 25-0  |       |       | 75-0  |
| 4 de septiembre | 20:00 | Canadá      | 3 : 0 | Puerto Rico | 25-20 | 25-18 | 25-21 |       |       | 75-59 |

### Grupo B
|     |                      | Partidos | Partidos | Partidos |     | Sets | Sets | Sets  | Puntos | Puntos | Puntos |
| Pos | Equipo               | PJ       | PG       | PP       | Pts | SG   | SP   | Ratio | PG     | PP     | Ratio  |
| --- | -------------------- | -------- | -------- | -------- | --- | ---- | ---- | ----- | ------ | ------ | ------ |
| 1.º | Estados Unidos       | 3        | 3        | 0        | 15  | 9    | 0    | MAX   | 226    | 172    | 1.313  |
| 2.º | Cuba                 | 3        | 2        | 1        | 10  | 6    | 3    | 2.000 | 222    | 189    | 1.174  |
| 3.º | República Dominicana | 3        | 1        | 2        | 4   | 3    | 7    | 0.428 | 201    | 241    | 0.834  |
| 4.º | Guatemala            | 3        | 0        | 3        | 1   | 1    | 9    | 0.111 | 220    | 267    | 0.823  |

| Fecha           | Hora  | Equipo 1             | Sets  | Equipo 2             | Set 1 | Set 2 | Set 3 | Set 4 | Set 5 | Total |
| --------------- | ----- | -------------------- | ----- | -------------------- | ----- | ----- | ----- | ----- | ----- | ----- |
| 2 de septiembre | 13:00 | Guatemala            | 0 : 3 | Cuba                 | 13-25 | 35-37 | 14-25 |       |       | 62-87 |
| 2 de septiembre | 18:00 | Estados Unidos       | 3 : 0 | República Dominicana | 25-14 | 25-17 | 25-14 |       |       | 75-45 |
| 3 de septiembre | 15:00 | Guatemala            | 0 : 3 | Estados Unidos       | 22-25 | 21-25 | 24-26 |       |       | 67-76 |
| 3 de septiembre | 18:00 | Cuba                 | 3 : 0 | República Dominicana | 25-20 | 25-17 | 25-15 |       |       | 75-52 |
| 4 de septiembre | 15:00 | República Dominicana | 3 : 0 | Guatemala            | 25-20 | 25-18 | 25-21 |       |       | 75-59 |
| 4 de septiembre | 18:00 | Estados Unidos       | 3 : 0 | Cuba                 | 25-17 | 25-21 | 25-22 |       |       | 75-60 |

## Ronda final
- Del 5 al 7 de septiembre
- Sede:  Duckworth Center
- Todos los horarios corresponden a la hora de Winnipeg, Canadá ( UTC-06:00 )

|  |                               |                               |                               |  |  | Cuartos de final 5 de septiembre | Cuartos de final 5 de septiembre | Cuartos de final 5 de septiembre |  |  | Semifinales 6 de septiembre | Semifinales 6 de septiembre | Semifinales 6 de septiembre |  |  | Final 7 de septiembre         | Final 7 de septiembre         | Final 7 de septiembre         |
|  |                               |                               |                               |  |  |                                  |                                  |                                  |  |  |                             |                             |                             |  |  |                               |                               |                               |
|  |                               |                               |                               |  |  |                                  |                                  |                                  |  |  | 1B                          | Estados Unidos              | 3                           |  |  |                               |                               |                               |
|  | Quinto puesto 6 de septiembre | Quinto puesto 6 de septiembre | Quinto puesto 6 de septiembre |  |  | 2A                               | México                           | 3                                |  |  | 2A                          | México                      | 0                           |  |  |                               |                               |                               |
|  |                               |                               |                               |  |  | 3B                               | República Dominicana             | 1                                |  |  |                             |                             |                             |  |  | 1B                            | Estados Unidos                | 1                             |
|  | 3B                            | República Dominicana          | 2                             |  |  |                                  |                                  |                                  |  |  |                             |                             |                             |  |  | 2B                            | Cuba                          | 3                             |
|  | 3A                            | Puerto Rico                   | 3                             |  |  |                                  |                                  |                                  |  |  | 1A                          | Canadá                      | 1                           |  |  |                               |                               |                               |
|  |                               |                               |                               |  |  | 2B                               | Cuba                             | 3                                |  |  | 2B                          | Cuba                        | 3                           |  |  | Tercer puesto 7 de septiembre | Tercer puesto 7 de septiembre | Tercer puesto 7 de septiembre |
|  |                               |                               |                               |  |  | 3A                               | Puerto Rico                      | 0                                |  |  |                             |                             |                             |  |  |                               |                               |                               |
|  |                               |                               |                               |  |  |                                  |                                  |                                  |  |  |                             |                             |                             |  |  | 2A                            | México                        | 0                             |
|  |                               |                               |                               |  |  |                                  |                                  |                                  |  |  |                             |                             |                             |  |  | 1A                            | Canadá                        | 3                             |

### Cuartos de final
| Fecha           | Hora  | Equipo 1 | Sets  | Equipo 2             | Set 1 | Set 2 | Set 3 | Set 4 | Set 5 | Total |
| --------------- | ----- | -------- | ----- | -------------------- | ----- | ----- | ----- | ----- | ----- | ----- |
| 5 de septiembre | 18:00 | México   | 3 : 1 | República Dominicana | 25-19 | 25-21 | 17-25 | 25-17 |       | 92-82 |
| 5 de septiembre | 20:00 | Cuba     | 3 : 0 | Puerto Rico          | 25-21 | 25-22 | 28-26 |       |       | 78-69 |

### Quinto puesto
| Fecha           | Hora  | Equipo 1             | Sets  | Equipo 2    | Set 1 | Set 2 | Set 3 | Set 4 | Set 5 | Total  |
| --------------- | ----- | -------------------- | ----- | ----------- | ----- | ----- | ----- | ----- | ----- | ------ |
| 6 de septiembre | 15:00 | República Dominicana | 2 : 3 | Puerto Rico | 25-23 | 14-25 | 25-21 | 23-25 | 6-15  | 93-109 |

### Semifinales
| Fecha           | Hora  | Equipo 1       | Sets  | Equipo 2 | Set 1 | Set 2 | Set 3 | Set 4 | Set 5 | Total |
| --------------- | ----- | -------------- | ----- | -------- | ----- | ----- | ----- | ----- | ----- | ----- |
| 6 de septiembre | 18:00 | Canadá         | 1 :3  | Cuba     | 25-17 | 22-25 | 22-25 | 19-25 |       | 88-92 |
| 6 de septiembre | 20:00 | Estados Unidos | 3 : 0 | México   | 25-18 | 25-16 | 25-23 |       |       | 75-57 |

### Sexto puesto
| Fecha           | Hora  | Equipo 1             | Sets  | Equipo 2  | Set 1 | Set 2 | Set 3 | Set 4 | Set 5 | Total  |
| --------------- | ----- | -------------------- | ----- | --------- | ----- | ----- | ----- | ----- | ----- | ------ |
| 7 de septiembre | 11:00 | República Dominicana | 3 : 1 | Guatemala | 28-30 | 25-13 | 28-26 | 25-19 |       | 106-88 |

### Tercer puesto
| Fecha           | Hora  | Equipo 1 | Sets  | Equipo 2 | Set 1 | Set 2 | Set 3 | Set 4 | Set 5 | Total |
| --------------- | ----- | -------- | ----- | -------- | ----- | ----- | ----- | ----- | ----- | ----- |
| 7 de septiembre | 14:00 | Canadá   | 3 : 0 | México   | 25-14 | 25-18 | 25-12 |       |       | 75-44 |

### Final
| Fecha           | Hora  | Equipo 1 | Sets  | Equipo 2       | Set 1 | Set 2 | Set 3 | Set 4 | Set 5 | Total |
| --------------- | ----- | -------- | ----- | -------------- | ----- | ----- | ----- | ----- | ----- | ----- |
| 7 de septiembre | 16:00 | Cuba     | 3 : 1 | Estados Unidos | 25-18 | 21-25 | 25-20 | 25-20 |       | 96-83 |

## Posiciones finales
| Pos.              | Equipo               |
| ----------------- | -------------------- |
| Medalla de oro    | Cuba                 |
| Medalla de plata  | Estados Unidos       |
| Medalla de bronce | Canadá               |
| 4                 | México               |
| 5                 | Puerto Rico          |
| 6                 | República Dominicana |
| 7                 | Guatemala            |
| 8                 | Surinam              |

| \| \| \| \| \| Campeón Cuba[2] 16.º título \| Plantel: 1 José Israel Masso Álvarez, 2 Osniel Lázaro Mergarejo Hernández, 4 Marlon Yant Herrera, 5 Javier Octavio Concepción Rojas, 7 Yonder Román García Álvarez, 13 Robertlandy Simón Aties, 14 Adrián Eduaardo Goide Arredondo, 17 Roamy Raúl Alonso Arce , 18 Miguel Ángel López Castro. Entrenador: Yosvay Muñoz Pérez |
| |
| |
| Campeón Cuba 16.º título |

|                          |
|                          |
| Campeón Cuba 16.º título |

## Distinciones individuales
| Categoría                 | Ganadora                     |
| ------------------------- | ---------------------------- |
| Jugador Más Valioso (MVP) | Miguel Ángel López           |
| Mejor colocador / armador | Luis García                  |
| Mejor punta / receptor    | Torey DeFalco Timothy Maar   |
| Mejor central / medio     | Roamy Alonso Jeffrey Jendryk |
| Mejor atacante opuesto    | Maurice Torres               |
| Mejor líbero              | Kyle Deagostino              |
| Mejor receptor            | Jesús Rangel                 |
| Mejor defensa             | Kyle Deagostino              |
| Mejor servicio            | Osniel Melgarejo             |
| Mayor anotador            | Henry Omar Tapia (107 pts)   |